# Frontera Rivera Fútbol Club
O Frontera Rivera Renegades Fútbol Club (anteriormente, Club Social y Deportivo Frontera Rivera Chico e posteriormente de Frontera Rivera Fútbol Club) é um clube uruguaio de futebol, com sede na cidade de Rivera.
Participa da Campeonato Uruguaio da 3ª Divisão. Utiliza o estádio Atilio Paiva Olivera, com capacidade para 27.135 lugares, para seus jogos como mandante.

## História
- 1932 - Em 1 de outubro foi fundado o Club Social Rivera Chico
- 1944 - Em 2 de junho foi fundado o Clube Atlético Frontera
- 1973 - Da fusão dos dois clubes surgiu, em 23 de setembro, o  Club Social y Deportivo Frontera Rivera Chico.
- 1994 - Ao conquistar o título da Lida Departamental de Rivera ganhou o direito de disputar a Copa Nacional de Clubes de 1995 onde sangrou-se Vice-campeão. Com o vice campeonato pode participar no mesmo ano da Liga Pré-Libertadores da América, torneio que indicava um representante para a Taça Libertadores da América.
- 1996 - Pediu baixa da Organización del Fútbol del Interior (OFI) para se tornar um clube profissional e filiar-se a Asociación Uruguaya de Fútbol (AUF).
- 1997 - Ao entrar na AUF foi introduzido diretamente no Campeonato Uruguaio da 2ª Divisão e trocou o nome para Social e Sports Club Frontera Rivera permanecendo com o mesmo nome até 2003. Mais tarde nesse ano voltou ao seu antigo nome de Club Social y Deportivo Frontera Rivera Chico.
- 1998 - Ao vencer os Playoffs contra o Deportivo Maldonado, Central Español e Progreso, tornou-se a primeira equipe do interior a subir para o Campeonato Uruguaio da 1ª Divisão onde disputou as edições de 1999 e 2000.[2][3] Depois declinou por má gestão financeira[4] e retornou ao futebol departamental de Rivera, onde se encontra até os dias atuais.
- 2024 - Voltou filiar-se a Asociación Uruguaya de Fútbol (AUF) e no mesmo ano participou da Campeonato Uruguaio da 3ª Divisão como Frontera Rivera Renegades Fútbol Club.

## Títulos
| NACIONAL (AUF) | NACIONAL (AUF)                   | NACIONAL (AUF) | NACIONAL (AUF) |
|                | Competição                       | Campeão        | Vice-campeão   |
| -------------- | -------------------------------- | -------------- | -------------- |
| Uruguai        | Campeonato Uruguaio - 1ª Divisão | 0              | 0              |
| Uruguai        | Campeonato Uruguaio - 2ª Divisão | 0              | 1 (1998)       |
| Uruguai        | Campeonato Uruguaio - 3ª Divisão | 0              | 0              |

| DEPARTAMENTAL (IOF) | DEPARTAMENTAL (IOF)                    | DEPARTAMENTAL (IOF)                                | DEPARTAMENTAL (IOF) |
|                     | Competição                             | Campeão                                            | Vice-campeão        |
| ------------------- | -------------------------------------- | -------------------------------------------------- | ------------------- |
| Uruguai             | Copa Nacional de Clubes                | 0                                                  | 1 (1995)            |
|                     | Liga Departamental de Rivera - Série A | 8 (1947, 1953, 1963, 1967, 1969, 1980, 1994, 1996) | 0                   |
|                     | Liga Departamental de Rivera - Série B | 2 (2013, 2018)                                     | 0                   |